# غرفة الرضاعة

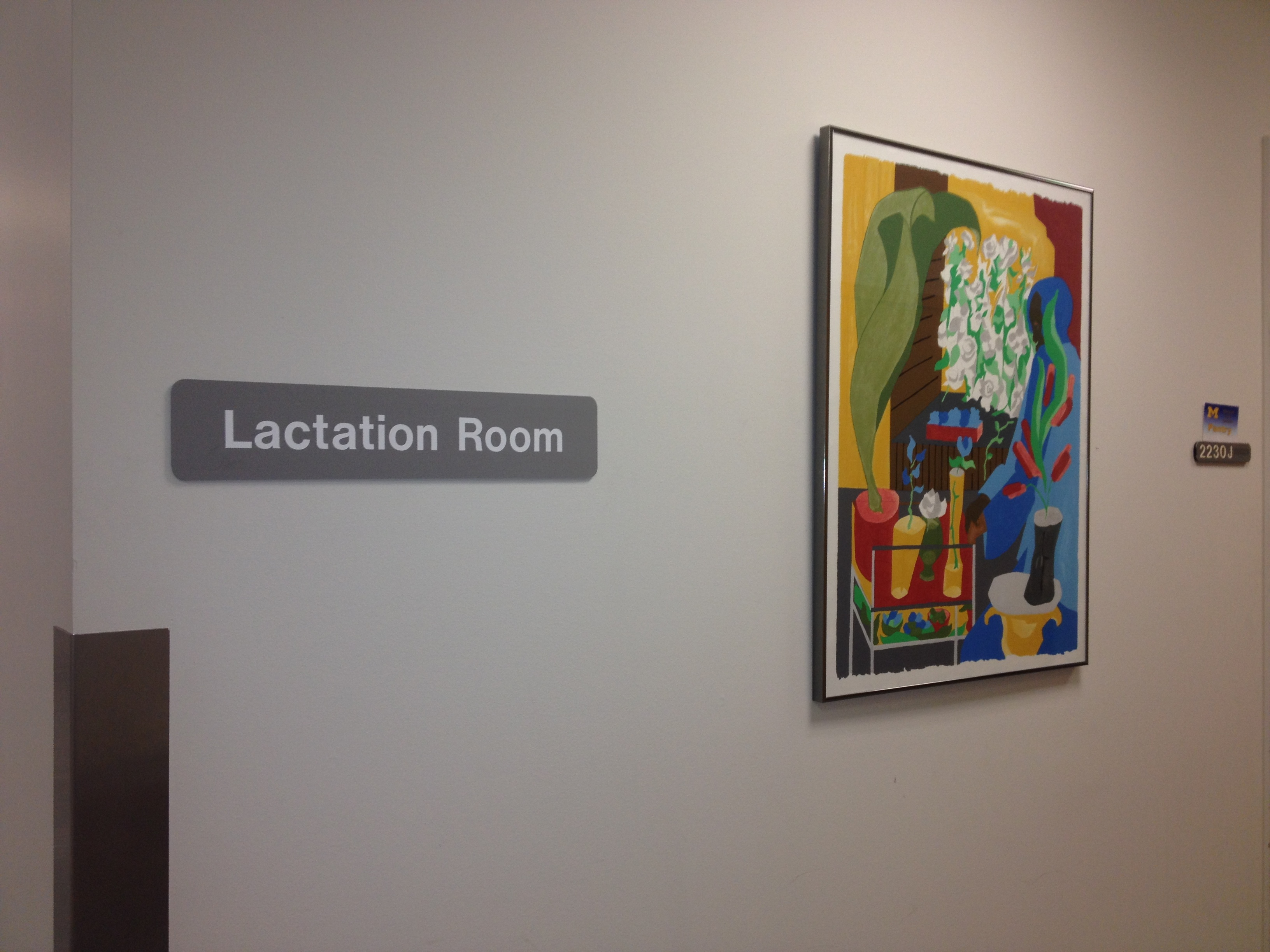

غرفة الرضاعة (بالإنجليزية:Lactorium) هو مصطلح إنجليزي أمريكي لغرفة خاصة حيث تستطيع المرأة المرضع إرضاع طفلها من الثدي.
وهذا التطور مقصور على الولايات المتحدة، والتي تتفرد من بين الدول المتطورة في توفير الحد الأدني من إجازة الأمومة. وتزعم المؤرخة الأمريكية جيل ليبور بأن «غرف الرضاعة التي ليست بها دورات مياه» ومضخات الثدي عادة ما تكون مدفوعة بسبب حاجة الشركات للعاملين وليس طبقًا لرغبات الأمهات أو احتياجات الأطفال.

## الغرض
توفر غرف الرضاعة للأمهات المرضعات مساحة خاصة لإرضاع ورعاية أطفالهم. وبينما تواجدت المساحات الخاصة بالرضاعة قبل قانون الرعاية الصحية الأمريكي لسنة 2010  فإن القسم 4207 المعدّل من قانون معايير العمل العادلة يتطلب من أصحاب العمل الذين لديهم 50 موظفًا أو أكثر توفير مساحة خاصة للأمهات المرضعات -غير الحمامات-.

## الشعبية والانتشار
أصبحت غرف الرضاعة خلال العقد الماضي واسعة الانتشار في أماكن العمل في الولايات المتحدة؛ والسبب في ذلك هو أن «الأمهات هن الشريحة الأسرع نموًا في القوة العاملة للولايات المتحدة»؛ فما يقرب من 70 ٪ من الأمهات اللواتي لديهن أطفال تقل أعمارهم عن 3 سنوات يعملون بدوام كامل، ويعود ثلث هؤلاء الأمهات إلى العمل في غضون ثلاثة أشهر بعد الولادة والثلثين يعودون في غضون ستة أشهر. ويرتبط العمل خارج المنزل بمدة أقصر للرضاعة، بينما العمل بدوام كامل مرتبط إلى حد كبير بالمعدلات المنخفضة للرضاعة الطبيعية وقصر مدتها.

## الفوائد
بالإضافة إلى توفير الفائدة للأم المرضع فإن الرضاعة الطبيعية تعود بالفائدة على أصحاب العمل؛ حيث أن الرضاعة الطبيعية تؤدي إلى انخفاض المطالبات الصحية وزيادة الإنتاجية وخسارة أيام قليلة من العمل لرعاية الأطفال المرضى.
أحد الأمثلة على المنافع العائدة لأصحاب العمل والشركات عن طريق إنشاء برنامج إرضاع مؤسسي أنشأته الشركة الوطنية لمزايا الموظفين في 1995، وهو برنامج "Working Well Moms" والذي وفّر تعليمًا للرضاعة وكذلك غرفًا مخصصة للرضاعة.
وفي عام  2000 أجرت كل من الشركة الوطنية لمزايا الموظفين وجامعة كاليفورنيا دراسة على 343 امرأة مرضعة ممن شاركن في البرنامج، كشفت الدراسة عن توفيرات تصل إلى 240000 دولار سنويًا في نفقات الرعاية الصحية للأمهات المرضعات وأطفالهن، و60000 دولار سنويًا من خلال تقليل نسب غياب الأمهات المرضعات. بالإضافة إلى ذلك وجدت الدراسة أن «فترة الرضاعة للنساء المقيدين في برنامج Working Well Moms هي 72.5% في ستة شهور بالمقارنة بـ 21.1 بالمئة من المتوسط الوطني للأمهات الجدد العاملات».
وبشكل عام تحتوي غرفة الرضاعة على ثلاجة ومغسلة وأدوات تنظيف وطاولة وكرسي مريح. إن القدرة على الرضاع من الثدي خلال اليوم تتيح للأمهات الحفاظ على إمداد الحليب وتمكنهن من توفير لبن الثدي الغني بالمغذيات للطفل.